# Sant Climent de Vilves
Sant Climent de Vilves és l'església parroquial de Vilves, del municipi d'Artesa de Segre (Noguera), protegida com a bé cultural d'interès local.

## Descripció

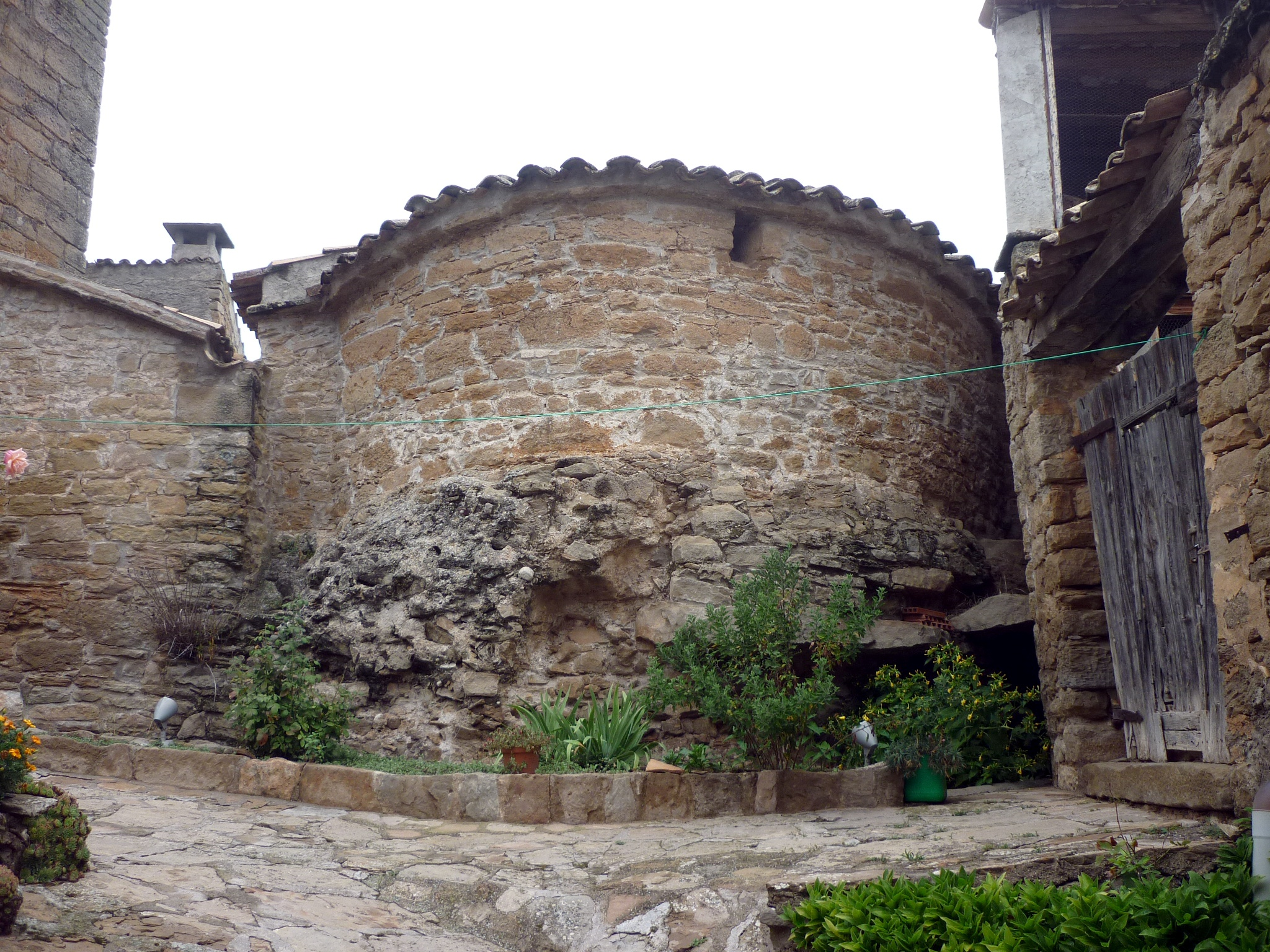
Absis

Església de planta rectangular d'una sola nau amb absis semicircular romànic i capella neoclàssica adossada al mur. La façana principal té un portal adovellat amb un arc de mig punt. Una finestra espitllerada il·lumina el cor i a sobre del carener s'assenta un campanar de cadireta amb dues obertures i una petita a sobre del centre i reforçat amb un cobert afegit a la part posterior. L'absis està molt malmès conservant un ràfec de lloses de pedra sota les cobertes reformades i aixecades respecte a l'original.

## Història
El castell de Vilves annexa és del segle xi. Al segle xv el lloc fou de la senyoria Orfresina de Montcada i posteriorment pertanyé al monestir de Montserrat. Amb les obres d'arranjament dels carrers i del davant del temple, s'enderrocà part de la capella neoclàssica afegida anteriorment. A l'interior es conserva una pica de pedra amb decoracions en relleu.